# غدير الشعشاع
غدير الشعشاع (1 يناير 1988  - 16 ديسمبر 2013 )، ممثلة سورية.

## حياتها
بدأت غدير الشعشاع عملها ضمن التلفزيون عبر دور بطولة في مسلسل كهف الأساطير، كما شاركت في دبلجة بعض الأعمال التركية إلى السورية، عُرفت من خلال مشاركتها محلياً بمسلسل "روزنامة" في الموسم الدرامي 2013، وكان آخر أدوارها في مسلسل «خواتم» عام 2014.

## وفاتها
توفيت الممثلة السورية غدير الشعشاع عن عمر يناهز 25 سنة، حيث اشارت مصادر مقربة منها انها توفيت اختناقاً في الحمام حينما زادت نسبة غاز مادة «المازوت» الصادر عن سخان المياه «الآظان» مما أدى لتناقص كمية الأكسجين في الحمام.

## أعمالها
- كهف الأساطير 2009
- ذاك الحنين 2010
- طاحون الشر (مسلسل) 2012
- بنات وحكايات 2012
- روزنامة 2013
- خواتم 2014

### المسرح
- السبعة ونص

### دوبلاج المسلسلات
- أسرار البنات
- تيرزا
- غلطة حياتي
- أزهار الخريف
- حريم السلطان
- جوني كويست - جوني
- أحلام بريئة
- الأرض الطيبة
- في مهب الريح
- يوميات مدرس
- كونان الجزء الثامن : جينتا كوجيما
- سكان تو غو - وليد
- جويل بيت تونيكل - أميرة
- البؤساء - غافروش الكبير
- أسطورة محارب السيف